# 아프리카 블루스
아프리카 블루스(African blues)는 주로 서아프리카에서 온 대중음악의 장르이다. 이 용어는 또한 고국에서 미국으로, 그리고 과거로 이어지는 전통적인 아프리카 음악에 의해 시작된 추정 여행을 가리키기도 한다. 일부 학자들과 민족 음악 학자들은, 우울증의 원인이 아프리카계 미국인들이 노예 제도를 도입한 후에 지니고 있던 것과 같이, 아프리카의 음악적 전통으로 추적될 수 있다고 추측했다. 블루스가 미국 대중음악의 핵심 요소임에도 불구하고, 그것의 시골, 아프리카계 미국인 기원은 대체로 문서화되지 않았고, 그것의 아프리카 악기 전통과의 스타일적 연관성은 다소 미미하다. 아프리카 소스로 거슬러 올라갈 수 있는 음악적 영향 중 하나는 농장 노동요의 콜 앤 리스폰스 형식, 그리고 특히 후기 소작인의 비교적 자유로운 형태의 현장 곡예가 블루스의 특징적인 보컬 스타일에 직접적인 책임이 있었던 것으로 보인다.

## 유명한 음악가들
- 알리 파르카 투레
- 부바카르 트라오레
- 코리 해리스
- 뷰 파르카 투레
- 라이 쿠더
- 타지 마할
- 로버트 플랜트